# Düsseldorf Open
El Torneig de Düsseldorf, conegut oficialment com a Power Horse Open, és una competició tennística professional que es disputa sobre terra batuda al Rochusclub de Düsseldorf, Alemanya. Pertany a les sèries 250 del circuit ATP masculí i es disputa una setmana abans del Roland Garros.
El torneig es va crear l'any 2013 en substitució de la Copa del món de tennis, que es disputava en la mateixa seu, amb el nom de Power Horse Cup. A causa de la manca de patrocini, el torneig es va traslladar a Ginebra, Suïssa.

## Palmarès

### Individual masculí
| Any  | Campió                | Finalista       | Resultat    |
| ---- | --------------------- | --------------- | ----------- |
| 2014 | Philipp Kohlschreiber | Ivo Karlović    | 6−2, 7−6(4) |
| 2013 | Juan Mónaco           | Jarkko Nieminen | 6−4, 6−3    |

### Dobles masculins
| Any  | Campions                       | Finalistes                       | Resultat         |
| ---- | ------------------------------ | -------------------------------- | ---------------- |
| 2014 | Santiago González Scott Lipsky | Martin Emmrich Christopher Kas   | 7−5, 4−6, [10−3] |
| 2013 | Andre Begemann Martin Emmrich  | Treat Conrad Huey Dominic Inglot | 7−5, 6−2         |